# Anna Davia

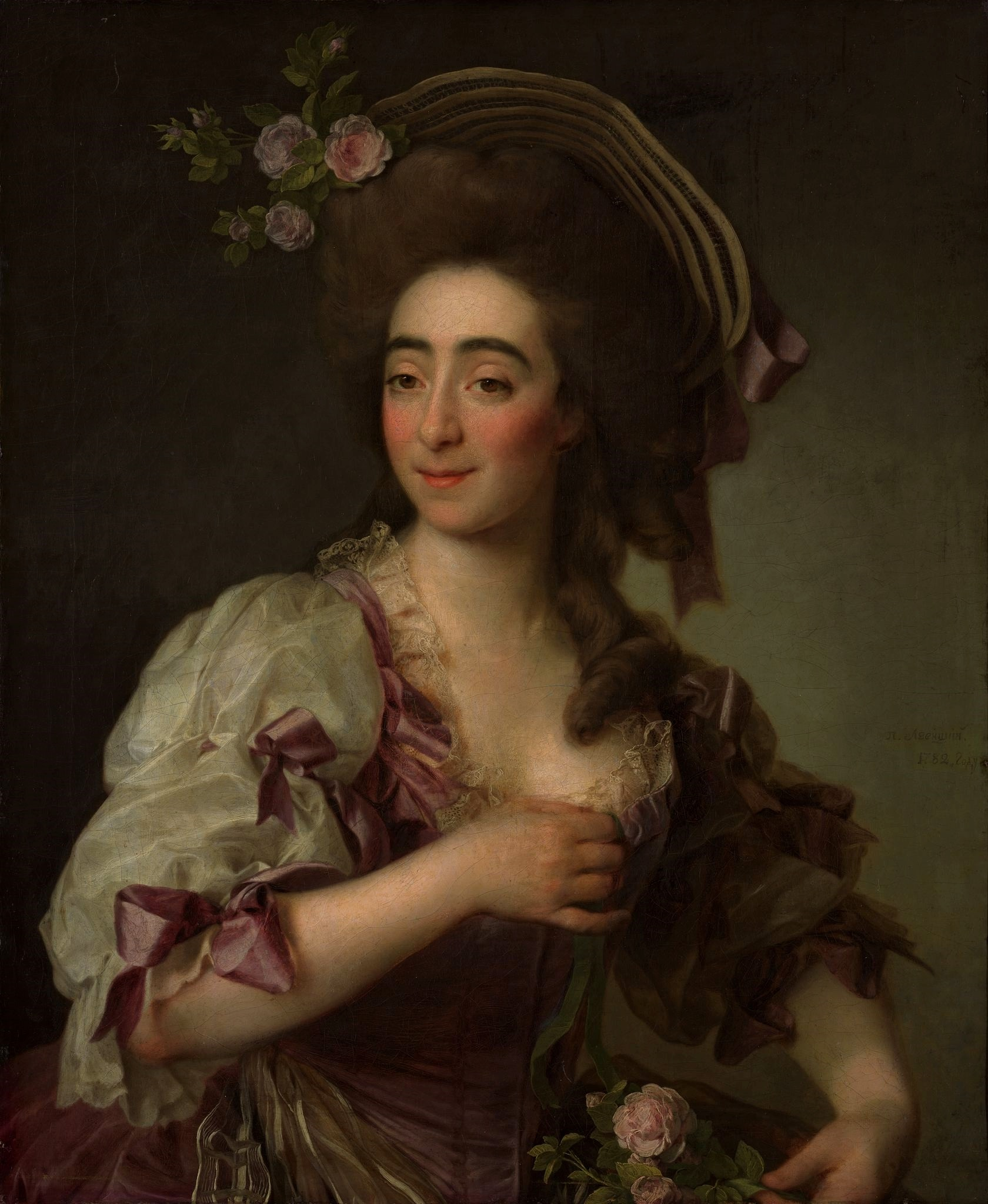
Anna Davia, Porträt von Dmitri Grigorjewitsch Lewizki, 1782

Anna Davia (geboren 16. Oktober 1743 in Nebiù; gestorben um 1810 in Italien) war eine italienische Opernsängerin.

## Leben
Anna Davia wurde am 16. Oktober 1743 in Nebiù, einem Dorf in der italienischen Provinz Belluno, in der Nähe der Dolomiten, geboren. Sie war die Tochter von Osvaldo und Maddalena da Vià. Über ihre Eltern ist nichts bekannt, doch offenbar gaben sie ihrer Tochter Gesangsunterricht. Anfang 1761 ging sie nach Amsterdam. Zu dem Zeitpunkt war sie noch keine 18 Jahre alt. Bereits nach kurzer Zeit erschienen mehrere Broschüren mit allerlei Informationen über sie, die jedoch nicht wirklich zuverlässig waren. So hieß es, sie wäre in Parma geboren, war vermutlich jedoch nicht stimmt und Kind „ehrlicher und anständiger Eltern“ und habe keine Bühnenausbildung gehabt. Sie soll einen Mann aus einer ebenso „ehrlichen und respektablen“ genuesischen Mittelklassefamilie geheiratet und mit ihm zwei Kinder gehabt haben. In Mailand soll ihr Ehemann, der durchgängig als „Herr Davia“ bezeichnet wurde, bankrottgegangen sein. Aufgrund dieser finanziell schwierigen Lage beschloss Madame Davia, ins Theater zu gehen. Wie und ob sich dieser Fall tatsächlich in Italien abgespielt hat, ist nicht nachweisbar. Darüber hinaus wurde auch unterstellt, dass sie und „Herr  Davia“ überhaupt nicht verheiratet waren. Ob „Herr  Davia“ dieselbe Person wie Giovanni de Bernucci war, den Davia geheiratet hat, lässt sich nicht feststellen, da nicht bekannt ist, wann sie geheiratet haben.
Nach Amsterdam kam Anna Davia, da die italienische Operngesellschaft von Domenico d’Amicis einen Mangel an Sängerinnen hatte. Es ist nicht genau bekannt, wann sie genau dort ankam und wann ihr erster Auftritt bei d’Amicis stattfand. Jedoch gab es anscheinend direkt zwischen ihr und d’Amicis Reibereien, diese vor allem wegen der Gage. Die Streitigkeiten erreichten einen Höhepunkt, als d’Amicis am 31. März 1761 darauf bestand, dass seine Tochter Anna anstelle von Davia auftrat. Davia hatte sich zuvor vertragswidrig geweigert, an den Proben teilzunehmen. Nachdem jedoch den Zuschauern bekannt gegeben worden war, dass nicht Davia auftreten würde, sondern Anna d’Amicis, kam es im Zuschauerraum zu einem Aufruhr. Eine Gruppe hochrangiger Herren forderte den Auftritt von Davia ein. Nachdem d’Amicis das Publikum nicht beruhigen konnte, ließ er den Vorhang fallen und beendete die Vorstellung, noch bevor sie begonnen hatte. Die Affäre zog sich über einen Monat hin, jedoch trat Davia so weit bekannt, nicht noch einmal auf. 

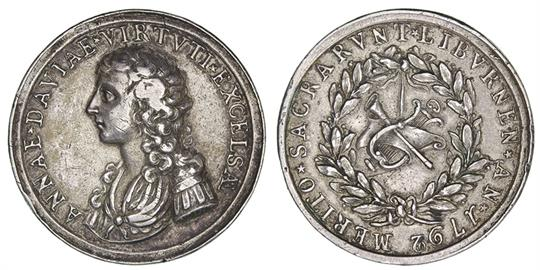
Medaille Anna Davia Bernuzzi

Kurz nach diesen Ereignissen verließ Anna Davia Amsterdam und war 1777 in Warschau, wo sie am 10. Mai bei einem Konzert einige Arien sang. Ihre russische Karriere begann sie 1779 in Sankt Petersburg. Im Jahr 1782 erhielt sie von Zarin Katharina II. persönlich einen Vertrag, der ihr ein Jahreseinkommen von 2.800 Rubel einbrachte. Unter anderem aufgrund ihrer Affäre mit dem Grafen Bezborodko musste Davia 1785 auf Befehl der Zarin Russland verlassen. Anna Davia kehrte nach Italien zurück, wo sie ihre Gesangskarriere bis 1803 fortsetzte. Es heißt, sie sei 1810 oder später in Armut gestorben.